# 가쓰라기 다카오
가쓰라기 다카오(일본어: 葛城 隆雄, 1936년 12월 21일 ~ 2013년 7월 27일)는 일본의 전 프로 야구 선수이다. 오이타현 오이타시 출신이며 현역 시절 포지션은 내야수, 외야수였다.

## 인물

### 프로 입단 전
오이타우에노가오카 고등학교 시절인 2학년 때 1953년 하계 고시엔 오이타현 예선에서 승리하여 히가시큐슈 대회 준결승에 진출했지만, 사이키카쿠조 고등학교에게 패하여 고시엔 대회 출전은 이루지 못했다. 고등학교 1학년 연상이자 선배인 오타 후미타카가 있다.

### 프로 야구 선수 시절
고교 졸업 후인 1955년에 벳토 가오루 감독이 이끄는 마이니치 오리온스에 입단하여 고졸 신인이면서도 뚜렷한 활약을 보이는 등 프로 2년째인 1956년에는 주전 유격수로 뛰었고 1957년에는 3루수로 뛰었다. 1958년에는 다시 유격수로 되돌아왔지만 이듬해 1959년부터는 3루수로 고정됐다. 1956년에 51실책, 1957년에 38실책, 1958년에 42실책으로 3년 연속 ‘실책왕’을 차지하는 등 수비면에서 다소 미흡한 부분이 있긴 했지만 승부에 강한 타격으로 두각을 나타내면서 2번·다미야 겐지로, 3번·에노모토 기하치, 4번·야마우치 가즈히로 등과 함께 5번 타자로서 활약하는 등 일명 ‘미사일 타선’의 일익을 담당했다.
1957년에 리그 3위에 해당되는 91타점을 기록했고 1958년에는 1타점차로 나카니시 후토시(니시테쓰)의 3관왕을 저지하여 타점왕을 차지했다. 그해 시즌 최종전에서의 마지막 타석에서 홈런을 때려내며 단독으로 타점왕을 확정지은 셈이다. 이듬해 1959년에는 예년보다 타격이 향상돼 시즌 막판까지 3관왕을 노려볼 수 있는 위치에 놓여있었다. 결국 리그 3위인 타율 0.310, 95타점으로 2년 연속 타점왕에 오르는 영예를 안았다. 다만 홈런부문에서는 팀 동료인 야마우치 가즈히로에게 1개 차이로 뒤진 24개로 리그 2위가 됐다. 1960년에는 팀의 리그 우승에 기여했고 다이요 웨일스와 맞붙은 일본 시리즈에서는 팀이 내리 4연패를 당했지만 16타수 4안타 2타점이라는 기록을 남겼다. 1961년 리그 4위에 해당되는 85타점, 1962년에는 리그 3위인 타율 0.333을 기록했고 1962년에는 우노 미쓰오 감독의 의향으로 야토 다카오와 포지션을 맞바꾸며 우익수로 되돌렸지만 다음 해인 1963년에는 3루수로 돌아왔다.
공을 침착하게 고르는 야마우치·에노모토와는 달리, 초구부터라도 적극적으로 때려나갔다. 그래서인지 비슷한 성적을 남긴 선수들에 비해 볼넷이 적은 편이다. 또한 동향인 이나오 가즈히사에게서 강한 면모를 보인 것으로도 알려졌다. 당시 니시테쓰 감독이었던 미하라 오사무는 가쓰라기에게 타순이 돌아가면 이나오를 1루나 외야로 끌어들였다가 다음 타자로 다시 마운드에 올리는 전술을 썼을 정도였다.
1964년 마에다 마스호와의 맞트레이드로 주니치 드래건스로 이적했다. 주니치에서는 주로 우익수로서 중심 타선을 맡았고 1966년에는 에토 신이치의 부상 때문에 29경기에서 4번 타자를 맡았다. 1968년까지 우익수 자리를 계속 지켰지만 다음해인 1969년에는 에지마 다쿠미 등이 두각을 드러내면서 출전 기회가 줄어들었다.
1970년, 대타의 비장의 카드로서 한신 타이거스에 이적했지만 같은 해 5월 19일에 오토 레이스 승부 조작 혐의로 경찰에 체포됐다(검은 안개 사건). 6월 18일 한신 구단은 가쓰라기에게 출장 정지 3개월 처분을 내렸고 그대로 시즌 종료 후 자유 계약 신분으로 퇴단하여 현역 생활을 은퇴했다.

### 그 후
은퇴 후에는 오리온스 시절의 선배인 다미야 겐지로가 운영하는 자동차 수리 회사에 근무했다. 2013년 7월 27일에 향년 76세의 나이로 사망했다.

## 상세 정보

### 출신 학교
- 오이타 현립 오이타우에노가오카 고등학교

### 선수 경력
- 마이니치 오리온스·마이니치 다이에이 오리온스(1955년 ~ 1963년)
- 주니치 드래건스(1964년 ~ 1969년)
- 한신 타이거스(1970년)

### 수상·타이틀 경력

#### 타이틀
- 타점왕 : 2회(1958년, 1959년)
- 최다 안타(당시는 타이틀이 아님) : 2회(1958년, 1959년) ※1994년부터 타이틀로 제정됨

#### 수상
- 베스트 나인 : 2회(1958년, 1959년)

### 개인 기록
- 통산 1000경기 출장 : 1963년 6월 23일 ※역대 81번째
- 사이클링 히트 : 1회(1957년 8월 27일, 대 난카이 호크스 전, 오사카 구장) ※역대 15번째
  - 20세 8개월에서의 달성은 사상 최연소로 기록됐지만 사이클링 히트 자체가 인지된 것은 1965년으로 거슬러 올라가서 달성을 인정받았기 때문에 가쓰라기의 기록에 대해 언급되는 경우는 드물다.
- 올스타전 출장 : 5회(1957년 ~ 1960년, 1962년)

### 등번호
- 31(1955년)
- 5(1956년 ~ 1970년)

### 연도별 타격 성적
| 연 도       | 소 속             | 경 기 | 타 석 | 타 수 | 득 점 | 안 타 | 2 루 타 | 3 루 타 | 홈 런 | 루 타 | 타 점 | 도 루 | 도 루 자 | 희 생 번 | 희 생 플 | 볼 넷 | 고 4 | 사 구 | 삼 진 | 병 살 타 | 타 율 | 출 루 율 | 장 타 율 | O P S |
| ----------- | ----------------- | ----- | ----- | ----- | ----- | ----- | ------- | ------- | ----- | ----- | ----- | ----- | -------- | -------- | -------- | ----- | ---- | ----- | ----- | -------- | ----- | -------- | -------- | ----- |
| 1955년      | 마이니치 다이마이 | 34    | 66    | 65    | 5     | 11    | 3       | 0       | 2     | 20    | 5     | 0     | 2        | 0        | 0        | 1     | 0    | 0     | 9     | 3        | .169  | .182     | .308     | .490  |
| 1956년      | 마이니치 다이마이 | 142   | 542   | 512   | 52    | 128   | 25      | 6       | 13    | 204   | 64    | 6     | 7        | 5        | 4        | 18    | 3    | 3     | 52    | 14       | .250  | .276     | .398     | .675  |
| 1957년      | 마이니치 다이마이 | 129   | 531   | 483   | 55    | 129   | 25      | 6       | 16    | 214   | 91    | 11    | 5        | 4        | 5        | 37    | 2    | 2     | 53    | 17       | .267  | .319     | .443     | .762  |
| 1958년      | 마이니치 다이마이 | 125   | 514   | 482   | 65    | 147   | 30      | 5       | 20    | 247   | 85    | 17    | 3        | 3        | 4        | 23    | 5    | 2     | 41    | 15       | .305  | .338     | .512     | .850  |
| 1959년      | 마이니치 다이마이 | 132   | 559   | 526   | 73    | 163   | 22      | 7       | 24    | 271   | 95    | 7     | 2        | 0        | 3        | 28    | 4    | 2     | 44    | 28       | .310  | .345     | .515     | .860  |
| 1960년      | 마이니치 다이마이 | 121   | 482   | 455   | 39    | 134   | 17      | 4       | 5     | 174   | 43    | 7     | 4        | 1        | 3        | 21    | 1    | 2     | 29    | 20       | .295  | .326     | .382     | .709  |
| 1961년      | 마이니치 다이마이 | 136   | 544   | 513   | 59    | 137   | 28      | 4       | 16    | 221   | 85    | 17    | 4        | 8        | 9        | 11    | 0    | 3     | 51    | 12       | .267  | .282     | .431     | .713  |
| 1962년      | 마이니치 다이마이 | 123   | 501   | 477   | 62    | 159   | 33      | 1       | 9     | 221   | 62    | 11    | 7        | 1        | 2        | 18    | 3    | 3     | 25    | 4        | .333  | .360     | .463     | .823  |
| 1963년      | 마이니치 다이마이 | 130   | 473   | 441   | 45    | 110   | 22      | 2       | 11    | 169   | 55    | 10    | 10       | 2        | 4        | 19    | 0    | 7     | 39    | 18       | .249  | .289     | .383     | .672  |
| 1964년      | 주니치            | 136   | 543   | 515   | 54    | 133   | 27      | 2       | 14    | 206   | 57    | 6     | 7        | 4        | 4        | 17    | 0    | 3     | 37    | 21       | .258  | .284     | .400     | .684  |
| 1965년      | 주니치            | 122   | 445   | 418   | 23    | 114   | 12      | 4       | 4     | 146   | 47    | 6     | 8        | 9        | 2        | 12    | 3    | 4     | 20    | 13       | .273  | .298     | .349     | .647  |
| 1966년      | 주니치            | 123   | 411   | 391   | 43    | 107   | 21      | 1       | 8     | 154   | 54    | 2     | 3        | 3        | 2        | 13    | 2    | 2     | 24    | 7        | .274  | .299     | .394     | .693  |
| 1967년      | 주니치            | 127   | 416   | 384   | 50    | 106   | 20      | 2       | 20    | 190   | 59    | 4     | 2        | 1        | 5        | 19    | 2    | 7     | 41    | 10       | .276  | .318     | .495     | .813  |
| 1968년      | 주니치            | 123   | 460   | 440   | 39    | 128   | 17      | 0       | 9     | 172   | 44    | 4     | 5        | 2        | 2        | 12    | 1    | 4     | 28    | 14       | .291  | .314     | .391     | .705  |
| 1969년      | 주니치            | 70    | 157   | 136   | 10    | 31    | 2       | 0       | 2     | 39    | 9     | 0     | 0        | 4        | 2        | 11    | 1    | 4     | 15    | 6        | .228  | .301     | .287     | .587  |
| 1970년      | 한신              | 14    | 35    | 30    | 1     | 8     | 0       | 0       | 1     | 11    | 5     | 0     | 2        | 1        | 2        | 2     | 0    | 0     | 3     | 1        | .267  | .294     | .367     | .661  |
| 통산 : 16년 | 통산 : 16년       | 1787  | 6679  | 6268  | 675   | 1745  | 304     | 44      | 174   | 2659  | 860   | 108   | 71       | 48       | 53       | 262   | 27   | 48    | 511   | 203      | .278  | .310     | .424     | .734  |

- 굵은 글씨는 시즌 최고 성적.
- 마이니치(마이니치 오리온스)는 1958년에 다이마이(마이니치 다이에이 오리온스)로 구단명을 변경